# Junagadh
Junagadh là một thành phố và khu đô thị của quận Junagadh thuộc bang Gujarat, Ấn Độ.
Thành phố này lớn thứ 7 ở Gujarat, nằm dưới chân đồi Girnar, 355 km về phía tây nam của thủ phủ bang Gandhinagar và Ahmedabad. Được dịch theo nghĩa đen, Junagadh có nghĩa là "Pháo đài Cũ".
Sau một cuộc đấu tranh ngắn ngủi giữa Ấn Độ và Pakistan, Junagadh gia nhập Ấn Độ vào ngày 9 tháng 11 năm 1947. Đây là một phần của bang Saurashtra và sau đó là tiểu bang Bombay. Năm 1960, sau phong trào Maha Gujarat, nó trở thành một phần của bang Gujarat mới hình thành.

## Địa lý
Junagadh có vị trí 21°31′B 70°28′Đ / 21,52°B 70,47°Đ Nó có độ cao trung bình là 107 mét (351 feet).

## Nhân khẩu
Theo điều tra dân số năm 2001 của Ấn Độ, Junagadh có dân số 168.686 người. Phái nam chiếm 52% tổng số dân và phái nữ chiếm 48%. Junagadh có tỷ lệ 73% biết đọc biết viết, cao hơn tỷ lệ trung bình toàn quốc là 59,5%: tỷ lệ cho phái nam là 77%, và tỷ lệ cho phái nữ là 67%. Tại Junagadh, 11% dân số nhỏ hơn 6 tuổi.